# ウィリアムソン郡 (テネシー州)
ウィリアムソン郡（英: Williamson County）は、アメリカ合衆国テネシー州の中央部に位置する郡である。人口は24万7726人（2020年）。郡庁所在地はフランクリンであり、同郡で人口最大の都市である。
ウィリアムソン郡はナッシュビル・デビッドソン・マーフリーズボロ・フランクリン都市圏に属している。郡名はアメリカ合衆国憲法に署名したノースカロライナ州の政治家ヒュー・ウィリアムソンにちなんで名付けられた。

## 歴史

### 南北戦争以前
ウィリアムソン郡となった地域には、チェロキー族、チカソー族、チョクトー族、クリーク族、ショーニー族など少なくとも5つの前史時代文化があった。白人開拓者は1798年までにはこの地域に入ってきており、1799年10月26日、テネシー州議会がフランクリン郡とウィリアムソン郡を設立した。1800年、アブラム・モーリーが、アンソニー・シャープから購入した特許土地の一部から、郡庁所在地となるフランクリンの町を設立した。郡名はノースカロライナ州出身のヒュー・ウィリアムソン博士に因んで名付けられた。ウィリアムソンはノースカロライナ民兵隊の大佐であり、大陸会議代表を3期務めていた。
ウィリアムソン郡の初期住人の多くはアメリカ独立戦争の退役兵に与えられた土地の受領者だった。この地に入植する道を選ばなかった退役兵は、その特許土地の多くを土地投機業者に売却し、その業者が土地を小さく分割して販売した。南北戦争以前、ウィリアムソン郡は州内でも2番目に裕福な郡だったが、その資源は木材と肥沃な土地であり（ライ麦、トウモロコシ、オートムギ、タバコ、小麦、豆類、大麦、干し草など多様な作物を栽培した）、換金作物に頼るよりも安定した経済を提供した。

### 南北戦争
ウィリアムソン郡は南北戦争の影響が大きかった。この戦中の郡内では、ブレントウッドの戦い、トンプソンズステーションの戦い、さらにこの戦争では最大級に犠牲の大きかったフランクリンの戦いという3つの大きな戦闘が起きた。郡経済の基盤だった大規模プランテーションが荒れ果て、多くの若者が戦争で死んだ。フランクリンの戦いで倒れた南軍兵士の多くは、カーントン・プランテーションハウスに近いマクガボック南軍墓地に葬られている。この墓地には1,481体の遺骸が埋葬されており、民間の南軍墓地としては最大である。

### 南北戦争後
ウィリアムソン郡の農業と田園の性格は1900年代前半でもほとんど変わっていなかった。「住民の大半はトウモロコシ、小麦、綿花、家畜を育てる農夫だった」。最初期の製造業はフランクリン市のドーチ・ストーブ工場だった。これは後にマジック・シェフの工場となり、電気とガスレンジを製造した。この工場が使われなくなると、1990年代後半に修復され、「歴史保存施設再利用プロジェクトのモデル」となっている。
州間高速道路の体系が完成し、ナッシュビル市が成長してからは、ウィリアムソン郡も著しく成長を遂げた。1990年から2000年にかけて、郡人口は56.3%も成長した。
現在、フランクリン市歴史的中心街、フランクリン市の工場、カーター邸とカーントン・プランテーションがアメリカ合衆国国家歴史登録財に指定されている。

## 地理
アメリカ合衆国国勢調査局に拠れば、郡域全面積は584平方マイル (1,513 km2)であり、このうち陸地583平方マイル (1,510 km2)、水域は1平方マイル (2.6 km2)で水域率は0.16%である。

### 隣接する郡
- デビッドソン郡 - 北
- ラザフォード郡 - 東
- マーシャル郡 - 南東
- モーリー郡 - 南
- ヒックマン郡 - 南西
- ディクソン郡 - 北西
- チーザム郡 - 北北西

### 国立保護地域
- ナチェズ・トレイス・パークウェイ（部分）

## 人口動態

2000人口ピラミッド

以下は2000年国勢調査による人口統計データである。
| 基礎データ - 人口: 183,182人（2010年） - 世帯数: 44,725 世帯 - 家族数: 35,780 家族 - 人口密度: 84人/km2（217人/mi2） - 住居数: 47,005軒 - 住居密度: 31軒/km2（81軒/mi2） 人種別人口構成 - 白人: 91.55% - アフリカン・アメリカン: 5.18% - ネイティブ・アメリカン: 0.20% - アジア人: 1.25% - 太平洋諸島系: 0.03% - その他の人種: 0.97% - 混血: 0.82% - ヒスパニック・ラテン系: 2.52% 先祖による構成 - イギリス系：19.5% - ドイツ系：16.6% - アイルランド系：15.2% - アフリカ系：5% - スコットランド系：4% - スコットランド・アイルランド系：4% | 年齢別人口構成 - 18歳未満: 29.5% - 18-24歳: 6.2% - 25-44歳: 31.6% - 45-64歳: 24.9% - 65歳以上: 7.7% - 年齢の中央値: 36歳 - 性比（女性100人あたり男性の人口） - 総人口: 97.0 - 18歳以上: 93.7 世帯と家族（対世帯数） - 18歳未満の子供がいる: 43.0% - 結婚・同居している夫婦: 69.8% - 未婚・離婚・死別女性が世帯主: 7.8% - 非家族世帯: 20.0% - 単身世帯: 16.6% - 65歳以上の老人1人暮らし: 4.5% - 平均構成人数 - 世帯: 2.81人 - 家族: 3.18人 収入と家計（2008年データ） - 収入の中央値 - 世帯: 88,316米ドル - 家族: 101,444米ドル - 人口1人あたり収入: 42,786米ドル - 貧困線以下 - 対人口: 4.7% - 対家族数: 3.5% - 18歳未満: 5.4% - 65歳以上: 8.9% |

ウィリアムソン郡は国内でも裕福な郡に属している。2006年のアメリカ合衆国国勢調査局統計で第11位の郡だったが、コミュニティ経済研究委員会は、生活費と世帯当たり収入中央値との比較で第1位にランク付けしていた。2010年の雑誌フォーブスによるアメリカ合衆国の裕福な郡25傑では第17位だった。
アメリカ合衆国国勢調査局は2000年から2005年のアメリカ合衆国の郡人口成長率100傑で、ウィリアムソン郡もリストアップしていた。
郡民の過半数は共和党に登録している。2004年アメリカ合衆国大統領選挙では、72%が共和党のジョージ・W・ブッシュを支持し、対する民主党のジョン・ケリー上院議員は27%だった。2008年でも共和党のジョン・マケインが69%を獲得し、30%の民主党バラク・オバマを制した。

## 郡政府
ウィリアムソン郡政府の最高執行役人は郡長であり、4年間任期の選挙で選出され、郡の財政運営と日々の管理を責務としている。
郡長を補佐するのが、農業展示公園、動物コントロール、予算・購買、コミュニティ開発、郡古文書庫、緊急情報連絡、経済開発、緊急管理、雇用者福祉、人的資源、情報技術、資産管理、危機管理、および固形廃棄物管理の各部門長である。
郡長は24人の委員からなる郡政委員会と密接に協業している。郡政委員は12の選挙区から各2人が4年間任期の選挙で選出されている。毎年互選される議長が委員会を主宰する。委員会は予算を承認し監督することに加え、企画委員会、高規格道路委員会、ビール理事会、選挙区割り理事会、建築調整理事会、郡記録委員会、図書館理事会などの委員を指名する。
郡の資産評価官、事務官、巡回裁判所事務官、少年裁判所事務官、登記官、保安官、信託官および一般裁判所の2人の判事は、4年間任期の選挙で選出されている。その他に衡平法裁判所事務官、選挙管理官、高規格道路監督官は4年間任期で指名されている。選挙管理官は選挙管理委員会から、高規格道路監督官は高規格道路委員会から指名され、衡平法裁判所事務官はテネシー州第21地区裁判所判事（選挙で選ばれる）から指名される。

## 都市と町
- フランクリン - 郡庁所在地
- ブレントウッド
- スプリングヒル
- フェアビュー
- ノーレンズビル
- トンプソンズステーション

### 未編入の町
| - アリソナ（部分） - アーリントン - ベリーズチャペル - ベセスダ - ベツレヘム | - ボストン - ブラッシュクリーク - バーウッド - カレッジグローブ - クロバークロフト | - クールスプリングス - ファーンベイル - グラスランド - カークランド - リーパーズフォーク | - リバティヒル - ペイトンズビル - プリムスプリングス - ラダービル - サウスオール | - トリユーン |

## 教育
郡内の幼稚園生から12年生の公共教育はウィリアムソン郡教育学区が管轄し、38の学校を運営している。